# Sequiwaimanu rosieae
Sequiwaimanu rosieae är en utdöd fågel i familjen pingviner inom ordningen pingvinfåglar. Den beskrevs 2017 utifrån fossila lämningar från paleocen funna i Nya Zeeland.